# カーゾーン
株式会社カーゾーンは、情報誌とインターネットとテレビ番組によって車情報を提供する企業。

## 沿革
- 1991年（平成3年）4月 - AUTOZONEをクルマ無料情報誌として創刊。
- 1998年（平成10年）6月 - 有限会社オートゾーン岐阜として法人化。
- 2001年（平成13年）2月 - 資本金を1000万円に増資し、株式会社オートゾーンに社名組織変更。
- 2004年（平成16年）7月 - 社名を株式会社カーゾーンに変更。
- 2007年（平成19年）8月16日 - グリーンシートに銘柄指定、株式公開。
- 2012年（平成24年）7月9日 - 新たな公認会計士を選任しないこととしたため、グリーンシート銘柄指定取り消し。

## CARZONE TV
「CARZONE TV」（かーぞーんてぃーびぃー）とは岐阜放送（ぎふチャン）で放送されていた自動車情報番組である。放送期間は2006年4月6日～2008年1月31日。放送日時は毎週木曜日24:15～24:45。
株式会社カーゾーンが発行している岐阜市とその周辺を中心とした中古車情報フリーペーパー「CARZONE」の
テレビ版という位置付けであり、番組制作も同社が行っている。

### 概要
岐阜テレビでは同じ木曜日にtvk制作の「新車ファイル クルマのツボ」を放送しているが、こちらとは内容は大きく異なり、車種などに限定せず車について色々な方向（簡単な車の整備方法や、工場見学、車の歴史など）から楽しもうというバラエティ番組に近い構成となっている。そのため、出演者のボケについてはテロップにて容赦ないツッコミがはいる。
基本的には1つのテーマを1ヶ月通して放送する。また、一部のテレビ雑誌では「中古車TV」と書かれているが、中古車情報は番組の間に1分有るか無いかという程度である。かつては「CARZONE」に掲載されているお店からのお徳情報だったが、2007年5月時点でスポンサーの「UNIAUTO」からの特選情報のみであった。しかし、2007年9月時点では「UNIAUTO」もスポンサーから撤退しているため、中古車情報は一切無い。
2008年1月という中途半端な時期に終了した理由として、2008年4月か10月をめどに東海3県で見られるように準備を進めるためと最終回の放送で発表された。

### 出演者
- 黒岩唯一
- CUTEガール（スポンサーの岡部自動車の経営する自動車販売店のイメージガール）
- ADコニタン　(本名は大西と言うらしい。背が小さいから小西→コニタンとなった模様)
- 臼井崇((株)カーゾーン社長。たまに出演する)